# Atletisme als Jocs Olímpics d'Estiu de 1920 - llançament de javelina masculí
El llançament de javelina masculí va ser una de les proves del programa d'atletisme disputades durant els Jocs Olímpics d'Anvers de 1920. La prova es va disputar el 15 d'agost de 1920 i hi van prendre part 25 atletes de 12 nacions diferents.

## Medallistes
| Or                | Plata               | Bronze                |
| Jonni Myyrä (FIN) | Urho Peltonen (FIN) | Paavo Johansson (FIN) |

## Rècords
Aquests eren els rècords del món i olímpic que hi havia abans de la celebració dels Jocs Olímpics de 1920.
| Rècord del Món | 66m 10cm | Jonni Myyrä     | Estocolm (SWE) | 25 agost 1919 |
| Rècord Olímpic | 61m 00cm | Julius Saaristo | Estocolm (SWE) | 9 juliol 1912 |

En la ronda de qualificació Urho Peltonen va establir un nou rècord olímpic amb un millor llançament de 63m 605cm. En the final fou millorat per Jonni Myyrä que llança la javelina fins als 65m 78cm.

## Resultats

### Qualificació
Els 25 atletes inscrits hi prenen part i disposen de tres llançaments. Els deu millors passaven a la final. Urho Peltonen és el millor amb un millor llançament de 63m 605cm, que suposa un nou rècord olímpic.
| Pos. | Atleta              | Nació          | Distància |
| ---- | ------------------- | -------------- | --------- |
| 1    | Urho Peltonen       | Finlàndia      | 63,605 RO |
| 2    | Paavo Johansson     | Finlàndia      | 63,095    |
| 3    | Jonni Myyrä         | Finlàndia      | 60,630    |
| 4    | Gunnar Lindström    | Suècia         | 60,520    |
| 5    | Julius Saaristo     | Finlàndia      | 60,045    |
| 6    | Aleksander Klumberg | Estònia        | 59,030    |
| 7    | Erik Blomqvist      | Suècia         | 58,180    |
| 8    | James Lincoln       | Estats Units   | 57,860    |
| 9    | Milton Angier       | Estats Units   | 57,580    |
| 10   | Hugo Lilliér        | Suècia         | 56,770    |
| 11   | Arthur Tuck         | Estats Units   | 53,780    |
| 12   | Jack Mahan          | Estats Units   | 53,520    |
| 13   | Elof Lindström      | Suècia         | 51,530    |
| 14   | Pierre Grany        | França         | 47,900    |
| 15   | Arthur Picard       | França         | 47,090    |
| 16   | Arturo Medina       | Xile           | 43,900    |
| 17   | Oprando Bottura     | Itàlia         | 42,700    |
| 18   | Adolphe Hauman      | Bèlgica        | 42,580    |
| 19   | Frederik Petersen   | Dinamarca      | 42,130    |
| 20   | Émile Muller        | Bèlgica        | 40,240    |
| 21   | Alex Servais        | Luxemburg      | 40,080    |
| 22   | Jean Lefèvre        | Bèlgica        | 39,000    |
| 23   | Ignacio Izaguirre   | Espanya        | 38,920    |
| 24   | Ardy Vydra          | Txecoslovàquia | 37,750    |
| 25   | Arthur Delaender    | Bèlgica        | 36,250    |

### Final
Myyrä guanya amb un nou rècord olímpic. Els quatre primers classificats foren finlandesos.
| Pos. | Atleta              | Nació        | Distància |
| ---- | ------------------- | ------------ | --------- |
| 1    | Jonni Myyrä         | Finlàndia    | 65,780 RO |
| 2    | Urho Peltonen       | Finlàndia    | 63,605    |
| 3    | Paavo Johansson     | Finlàndia    | 63,095    |
| 4    | Julius Saaristo     | Finlàndia    | 62,395    |
| 5    | Aleksander Klumberg | Estònia      | 62,390    |
| 6    | Gunnar Lindström    | Suècia       | 60,520    |
| 7    | Milton Angier       | Estats Units | 59,275    |
| 8    | Erik Blomqvist      | Suècia       | 58,180    |
| 9    | James Lincoln       | Estats Units | 57,860    |
| 10   | Hugo Lilliér        | Suècia       | 56,770    |